# Емил Фрејмарк
Емил Фрејмарк (енгл. Emil Freymark; Сент Луис, Мисури, 4. март 1876 — Сент Луис, 26. мај 1936 бивши је амерички атлетичар, специјалиста за скок увис, који се такмичио почетком двадесетог века.
Учествовао је на Олмпијским играма 1904. у Сент Луису. Такмичио се у скоку увис и заузео 5 место.